# Colin Farrell
Colin Farrell   (Castleknock, 31 de maig de 1976) és un actor irlandès conegut sobretor per pel·lícules independents dels anys 2000, per les quals ha rebut diversos premis i nominacions, entre els quals hi ha dos Globus d'Or i una nominació a un Oscar. The Irish Times el va nomenar el cinquè millor actor de cinema d'Irlanda el 2020, i la revista Time el va nomenar com una de les 100 persones més influents del món el 2023.
Fill i nebot de futbolistes, és fill d'Eamon Farrell. Deixà la idea de ser futbolista per a estudiar art dramàtic. Abans d'acabar, però, els estudis a la Gaiety Scholl of Drama, a Dublín, ja havia estat triat a uns càstings per a actuar a algunes sèries de televisió. Les seues primeres aparicions al cinema van ser a "La zona fosca", "Criminal i decent" (on actuà amb Kevin Spacey) i Tigerland de Joel Schumacher, que va ser la seva primera pel·lícula americana. El juliol del 2001 es va casar amb l'actriu Amelia Warner, de qui es va divorciar pocs mesos després. La model Kim Bordenave és la mare del seu únic fill, James.
Dins dels seus treballs més destacables hi ha Hart's War, The Recruit i Phone Boot, de Joel Schumacher, que per segona vegada dirigí Farrell amb un concepte innovador: el 90% de la pel·lícula passa a dins d'una cabina telefònica on el protagonista és amenaçat per un psicòpata. El 2004 l'actor interpreta Alexandre el Gran a la Alexander, dirigida per Oliver Stone. El 2007 intervé a Cassandra's Dream, de Woody Allen, amb Ewan McGregor, on hi interpreten dos germans.

## Biografia
Colin James Farrell va néixer al suburbi de Castleknock de Dublín el 31 de maig de 1976, fill de Rita (de soltera Monaghan) i Eamon Farrell. El seu pare va jugar a futbol al Shamrock Rovers FC i va dirigir una botiga d'aliments saludables. El seu oncle, Tommy Farrell, també va jugar a Shamrock Rovers. Té un germà gran anomenat Eamon Jr. i dues germanes anomenades Claudine (que ara treballa com a assistent personal) i Catherine. Va estudiar a St. Brigid's National School, seguit de l'exclusiva escola privada per a nois Castleknock College, i després Gormanston College al comtat de Meath. Va fer una audició sense èxit per a la banda de nois Boyzone durant aquesta època. Es va inspirar per intentar actuar quan l'actuació d'Henry Thomas a ET, l'extraterrestre (1982) el va emocionar fins a les llàgrimes. Amb l'encoratjament del seu germà, va assistir a la Gaiety School of Acting, però va abandonar quan va ser elegit com Danny Byrne al drama de la BBC Ballykissangel. Mentre viatjava a Sydney als 18 anys, Farrell es va convertir en sospitós d'un cas d'intent d'assassinat. L'esbós policial s'assemblava notablement a ell i fins i tot havia descrit l'apagada durant la nit en qüestió; la seva única coartada era un diari que tenia el seu amic, que explicava que tots dos havien estat prenent MDMA a l'altre costat de la ciutat aquella nit.

### Inicis
Farrell va tenir papers en programes de televisió i pel·lícules, com Ballykissangel i Falling for a Dancer el 1998 i el 1999. Va fer el seu debut al llargmetratge en el debut com a director de l'actor anglès Tim Roth The War Zone, un drama sobre un incident d'abús infantil, protagonitzat per Ray Winstone i Tilda Swinton com a pares d'una noia amb el personatge de Farrell (Nick). Farrell també va aparèixer a Ordinary Decent Criminal amb Kevin Spacey i Linda Fiorentino, una pel·lícula basada en la vida de Martin Cahill. L'any 2000, Farrell va ser seleccionat per al paper principal del soldat Roland Bozz a Tigerland, una pel·lícula poc estrenada dirigida pel nord-americà Joel Schumacher. Segons els informes, va obtenir el paper sobre la base del seu encant. Emanuel Levy de Variety va dir que Farrell «brilla com el noi subversiu, però bàsicament decent el cinisme del qual pot ser l'única reacció sana davant una situació». Michael Holden de The Guardian va escriure que Farrell era «massa l'heroi» per adaptar-se correctament al clàssic arquetip rebel, però no li importava. Tigerland va guanyar 139.500 dòlars.

### 2001–2003: primers èxits de taquilla
Les següents pel·lícules americanes de Farrell, American Outlaws (2001) i Hart's War (2002), no van tenir èxit comercial. Les seves pel·lícules del 2002 al 2003, com Phone Booth, The Recruit i SWAT (tots thrillers, amb els dos primers els seus primers papers protagonistes), van ser ben rebuts per la crítica i van tenir èxit a la taquilla. De Phone Booth, Ebert va escriure que és «Farrell per guanyar o perdre, ja que està a la pantalla la major part del temps, i mostra energia i intensitat». Philip French de The Observer va elogiar l'actuació de Farrell. A SWAT, Farrell va protagonitzar un repartiment de conjunt que incloïa Samuel L. Jackson, Michelle Rodriguez, Olivier Martinez i Jeremy Renner; Renner es va fer amic. Alan Morrison d’Empire va escriure: «En general es pot confiar en Farrell per portar una espurna a la foguera. Això també és cert amb [aquesta pel·lícula].» Elvis Mitchell del New York Times va criticar l'accent de Farrell i va escriure que «emprava un accent americà tambaleant que el fa semblar un criminal internacional un pas per davant de les autoritats». Ebert i AO Scott ' New York Times no estaven d'acord sobre l'eficàcia de Farrell a The Recruit; Ebert va assenyalar la simpatia de Farrell, però Scott va sentir que Farrell «passa el seu temps en un frenesí amb cafeïna, intentant mantenir la seva sang freda principal mentre registra pànic, estrès i confusió». Phone Booth va guanyar 46,6 milions de dòlars, SWAT 116,9 milions i The Recruit 52,8 milions a la taquilla.
Els papers secundaris de Farrell inclouen un ambiciós agent del Departament de Justícia al costat de Tom Cruise, un potencial criminal a Minority Report (2002), i el dolent Bullseye a Daredevil (2003). A Matt Damon se li va oferir originalment el paper de Minority Report, rebutjant-lo per aparèixer a Ocean's Eleven. Farrell va dir que «no tenia cap problema» per ser l'alternativa del productor després que Damon rebutgés el paper. Bullseye és un assassí, orgullós de la seva precisió. Farrell va signar per al paper el desembre de 2001, encara que se'l va considerar per al paper principal de Matt Murdock (Daredevil) fins que Ben Affleck va signar. Farrell es va animar a mantenir el seu accent irlandès, ja que aquesta versió de Bullseye és d'Irlanda. Va llegir els còmics Daredevil de Frank Miller per entendre Bullseye «perquè l'expressió de les cares dels personatges als còmics, i la manera com es mouen de vegades, i les exageracions del personatge que interpreto... és molt exagerat. -A sobre que en treus d'això. Però no és exactament un personatge pel qual puguis actuar amb un mètode... ja saps, corrent per Nova York matant gent amb clips de paper». Aquell any, va ser votat com el sisè «home més sexy» del món per la revista Company.

### 2003–2008: dels independents a les èpiques

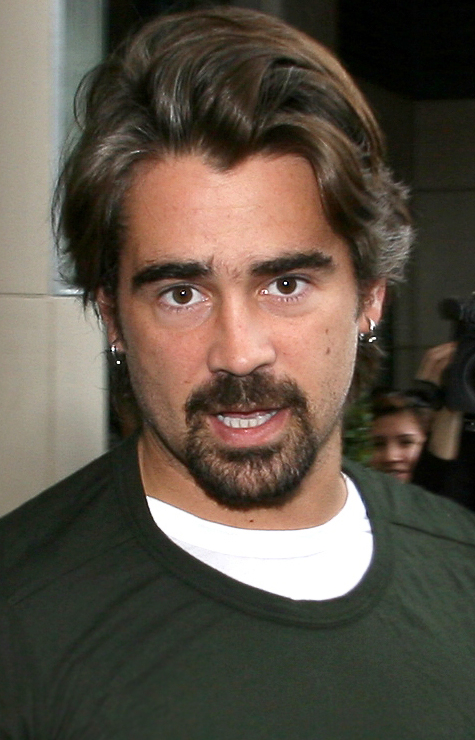
Farrell al Festival Internacional de Cinema de Toronto de 2007

A la fi de 2003 Farrell va interpretar un criminal que tramita un robatori bancari amb Cillian Murphy en la comèdia fosca Intermission, que va tenir el rècord d'una pel·lícula independent irlandesa de gran grandària en la història de l'oficina de box-office irlandesa durant tres anys i continua sent un clàssic culte allí. El 2004, va aparèixer en diverses altres pel·lícules independents que rebien un alliberament teatral limitat en la majoria dels països, entre elles A Home at the End of the World (adaptació de l'obra de Michael Cunningham). Roger Ebert va elogiar a Farrell, dient que era «sorprenent en la pel·lícula, sobretot perquè el personatge està molt allunyat de tot el que ha fet abans». Mick LaSalle de la Crònica de San Francisco va diferir, dient que Farrell «està interessat a fer-ho bé....però és una actuació on s'acaba lluitant en lloc de gaudir, perquè no hi ha manera de simplement relaxar-se i mirar».
Farrell va interpretar el paper principal d'Alexandre el Gran a la pel·lícula biogràfica Alexander de 2004 d'Oliver Stone, que, tot i que va rebre algunes crítiques favorables en l'àmbit internacional, va tenir una mala acollida als Estats Units. La seva representació del conqueridor com a bisexual va ser controvertida; la pel·lícula va ser criticada per alguns historiadors pel seu tractament als antics perses, encara que altres la van elogiar per la seva exactitud. Un estudiós d'història antiga de la Universitat de Nebraska va escriure:
| « | Compararia Alexander amb Lawrence d'Aràbia, en termes d'abast, ritme i el seu enfocament implacable en un sol individu.... En molts sentits, es tracta d'una pel·lícula per a «frikis» grecs i Alexandre. Com més se sàpiga, més es reconeixerà: la precisió històrica dels decorats és millor del que he vist en alguns documentals. | » |

La pel·lícula va recaptar 167 milions de dòlars a tot el món, només superant el seu pressupost de 155 milions de dòlars.
La següent pel·lícula de Farrell va ser l'any 2005, nominada a l'Oscar, The New World, la seva segona èpica històrica. Va interpretar el paper principal del capità John Smith, el fundador de Jamestown, Virgínia, colon del segle XVII, que s'enamora de la princesa nativa americana Pocahontas (Q'Orianka Kilcher). El director Terrence Malick va fer tot el possible per mantenir Farrell i Kilcher separats fins que van rodar junts. Tot i que només es va estrenar en 811 sales de cinema a tot el món i va tenir una recaptació de taquilla relativament baixa, la pel·lícula va rebre un gran nombre de crítiques positives. En una de les quatre ressenyes de The Guardian, John Patterson la va descriure com una «pel·lícula sense fons, gairebé indescriptiblement bella i formalment harmoniosa». El nou món va ser seguit per Pregunta-ho al vent, un romanç d'època ambientat a Los Angeles basat en una novel·la de John Fante i protagonitzat per Salma Hayek. Les crítiques van ser mixtes; Manohla Dargis del The New York Times va descriure favorablement el treball de Farrell, però Peter Bradshaw de The Guardian ho va trobar «una mica forçat en les dues actuacions principals». Amb una estrena limitada a les sales, no va ser un èxit econòmic.
Farrell va tenir més èxit el 2006 amb el seu paper al costat de Jamie Foxx al drama criminal d'acció de Michael Mann, Miami Vice. La pel·lícula va recaptar 164 milions de dòlars a tot el món amb un pressupost de 135 milions, i TimeOut New York la va classificar entre les 50 millors pel·lícules de la dècada. (El DVD, llançat el mateix any, també va aconseguir vendre més d'un milió de còpies (equivalent a 7,91 milions de dòlars en versions pirates) només en la seva primera setmana, i, a partir de l'11 de febrer de 2007, havia recaptat més de 36,45 milions de dòlars. AO Scott va criticar el treball de Farrell: «Quan no està a la pantalla, no el trobes a faltar, i quan hi és, et trobes, en poc temps, mirant algú o una altra cosa». Per contra, Peter Travers de Rolling Stone estava entusiasmat. Farrell també va acceptar una lleugera retallada salarial per fer feliç l'amic i recent guanyador de l'Oscar Jamie Foxx: el seu sou era inicialment més alt que el de Foxx.
Farrell va aparèixer a continuació a Cassandra's Dream de Woody Allen, que es va estrenar el 2007 i es va distribuir als Estats Units a principis del 2008. Les crítiques es van barrejar, amb Maitland McDonagh de TV Guide escrivint que el treball d'Allen era «poc convincent de principi a fi» i Mick LaSalle del San Francisco Chronicle dient que, tot i que «no és tan bo com Match Point o Crimes and Misdemeanors... presa per si sola, és una peça bastant impressionant, una pel·lícula enèrgica com a director, ben interpretada i ben construïda». LaSalle va elogiar Farrell: «Allen és conegut per no donar instruccions explícites als seus actors, i tanmateix, d'alguna manera això va fer meravelles a Farrell, que mai no ha semblat tan nu, tan clar i tan lliure com ho fa aquí». Manohla Dargis va estar d'acord amb el New York Times, i va afegir que pensava que Farrell estava ben lligat amb el seu coprotagonista Ewan McGregor.
La següent pel·lícula de Farrell, el primer llargmetratge de Martin McDonagh a Bruges, va obrir el Festival de Cinema de Sundance 2008. Mentre que els crítics de cinema de The New Yorker i TimeOut London van trobar que l'actuació del seu coprotagonista Brendan Gleeson era la més forta de les dues, Bradshaw de The Guardian va trobar que Farrell (com el sicari Ray) «absolutament excel·lent: malhumorat i divertit, letalment sexy, de vegades esquinçadorament trist i vulnerable com un nen petit». La revista Time va descriure la pel·lícula com «el bany de sang més bonic del 2008», i Farrell va guanyar el seu primer Globus d'Or.
Poc després va aparèixer a Kicking It, un documental que segueix sis homes sense sostre de Kenya, Rússia, Afganistan, Irlanda, Espanya i els Estats Units mentre intenten classificar-se per a la Copa del Món de persones sense llar. Farrell va aparèixer a la pantalla i va proporcionar la narració, donant els seus guanys a un refugi per a persones sense llar a Irlanda. La pel·lícula es va estrenar simultàniament als cinemes i a la televisió, emesa a ESPN2 en una finestra molt curta abans del seu llançament en DVD. Farrell va rebre crítiques positives per la seva participació en la història real.
Més tard, el 2008, Farrell va ser cunyat del personatge d'Edward Norton a Pride and Glory, un drama policial dirigit pel nord-americà Gavin O'Connor. A Roger Ebert no li va agradar la pel·lícula i AO Scott va dir que Farrell «una vegada més agrada a la seva barreja d'amenaça i encant, exagerant ambdós», però a Gregory Kirschling d’Entertainment Weekly li va agradar el treball de Farrell.

### 2009–2010: Més produccions independents
L'11 de gener de 2009, Farrell va guanyar el Globus d'Or al millor actor - pel·lícula musical o comèdia per In Bruges, que va protagonitzar amb Brendan Gleeson. Aquell any també va aparèixer a la pel·lícula de Terry Gilliam The Imaginarium of Doctor Parnassus, protagonitzada per Christopher Plummer i Andrew Garfield. Farrell va ser un dels tres actors (amb Johnny Depp i Jude Law), que van ajudar a completar el paper de Heath Ledger quan Ledger va morir abans que s'acabés el rodatge. Van interpretar versions «Imaginarium» del personatge de Ledger, Tony, donant els seus guanys a la filla de Ledger, Matilda.
Farrell també va protagonitzar aquell any Triage, dirigida pel guionista i director bosnià guanyador d'un Oscar Danis Tanović, sobre la vida d'un corresponsal de guerra. Va perdre 30 lliures pel paper. El treball de Farrell va ser descrit com «dedicat» per Todd McCarthy de Variety, i Julian Sancton de Vanity Fair va escriure que la pel·lícula era «molt més perspicaç que altres pel·lícules que tracten un tema similar». No obstant això, Triage no es va distribuir àmpliament a causa dels reptes de màrqueting que plantejaven els seus temes difícils (inclòs el TEPT). Aquell any, Farrell va fer un paper secundari (com a Tommy Sweet) a Crazy Heart amb Jeff Bridges.
Un altre llançament del 2009 va ser Ondine, un drama de fantasia dirigit per Neil Jordan protagonitzat per Farrell com un pescador amb una filla discapacitada. Rodada al poble de Castletownbere, a la costa sud-oest d'Irlanda, va comptar amb la fotografia del col·laborador de Wong Kar-wai, Christopher Doyle. La revista Mary Pols of Time va qualificar el paper de «fet a mida per a Farrell», dient que Farrell va fer una "actuació molt segura». Todd McCarthy de Variety va destacar Farrell, assenyalant que va treballar bé com a actor de conjunt "permetent amablement [l'estrella infantil Alison Barry] robar totes les escenes en què es troba".
L'any següent, Farrell va protagonitzar amb Keira Knightley el romanç de crims London Boulevard. La pel·lícula, el debut del nord-americà William Monahan com a director després d'escriure guions de The Departed i Body of Lies, va ser criticada per la crítica. Peter Bradshaw de The Guardian va escriure que la pel·lícula «utilitza tota la seva energia, enginy i idees en els primers 20 minuts aproximadament, abans d'ensorrar-se en una ràfega de violència avorrida». Leslie Felperin de Variety el va descriure com «com un rellotge de butxaca elegant i d'estil retro que algú va trencar accidentalment i va intentar tornar a muntar només amb una vaga idea de rellotgeria». Felperin pensava que el treball de les estrelles era fràgil, amb Farrell «sobretot taciturn i buit».

### 2011–2021: superproduccions i pel·lícules independents
Farrell va protagonitzar la comèdia del 2011 Com matar el teu cap, dirigida per Seth Gordon, amb Jennifer Aniston, Jason Bateman, Charlie Day, Jason Sudeikis i el seu company de Miami Vice Jamie Foxx. La pel·lícula se centra en un trio d'empleats que planen assassinar els seus superiors tirànics. Mark Kermode, de The London Observer, va escriure que, tot i que la pel·lícula s'hauria beneficiat d'un guió més ajustat, Farrell i Foxx van tenir papers suculents que «es rifaven amb ganes». Michael Phillips, del Los Angeles Times, va escriure que Farrell va aportar «un gust massiu i vagabund» al seu paper de cap de la cocaïna de Sudeikis.

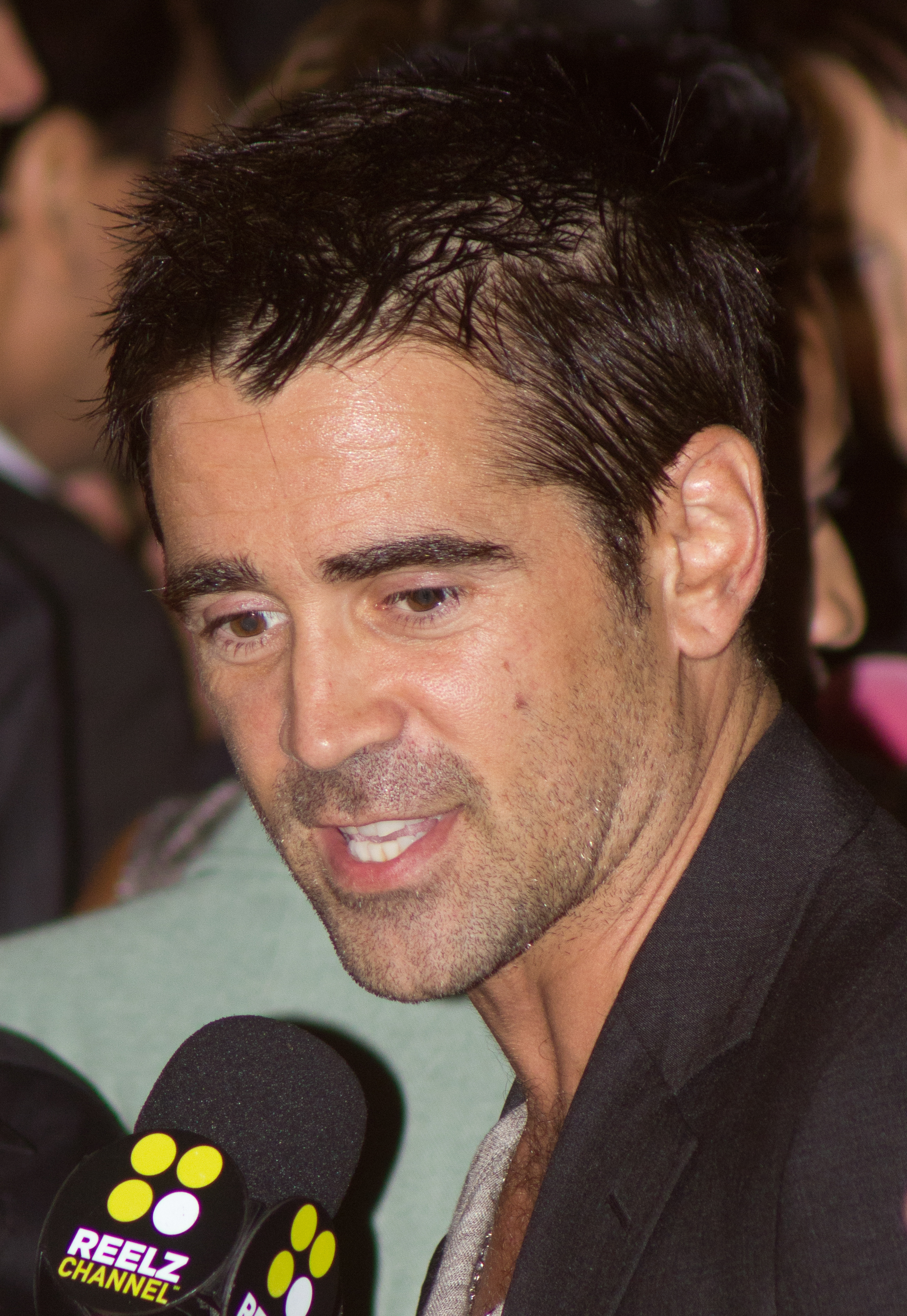
Farrell al Festival Internacional de Cinema de Toronto 2012

Més tard aquell any, Farrell va interpretar l'antagonista principal al remake de Fright Night, unint-se a Anton Yelchin, David Tennant i Toni Collette en la història d'un vampir carismàtic que es trasllada al costat d'un estudiant de secundària i la seva mare soltera. La pel·lícula va ser estrenada per DreamWorks, amb Craig Gillespie (de Lars and the Real Girl) dirigint un guió de l'escriptor de Buffy the Vampire Slayer, Marti Noxon. Sukhdev Sandhu de The Telegraph va escriure que Farrell «demostra les seves credencials de comèdia una vegada més...», mentre que AO Scott ' New York Times pensava que Farrell va fer el seu paper amb «una picada d'ullet i un grunyit i un ronronament felí». La revista Logan Hill de Nova York, d'altra banda, es va confondre amb l'actuació de Farrell: «És clar, [pot] no té gaire sentit, però tampoc els vampirs centenaris que viuen a les subdivisions de Nevada. Així que ell hi va».
Farrell va protagonitzar amb Kate Beckinsale Total Recall de Columbia Pictures, un remake de 2012 de la pel·lícula de 1990 amb Arnold Schwarzenegger. Filmada de maig a setembre de 2011 a Toronto i dirigida per Len Wiseman, la pel·lícula va ser una nova presa de ciència-ficció sobre un agent dorment. La coprotagonista Jessica Biel va apreciar les habilitats de Farrell i el va titllar de «sorprenent i emocionant. Només té la capacitat d'estar provant coses diferents tot el temps.» Roger Ebert i The New York Times van dir que encara que creien que Farrell era el millor actor, Schwarzenegger a l'original era «més una presència cinematogràfica i més adequat per al paper».
La segona pel·lícula de Farrell amb McDonagh, Seven Psychopaths, es va estrenar al Festival Internacional de Cinema de Toronto i es va estrenar l'octubre de 2012. Va protagonitzar l'escriptor Marty, bloquejat creativament, en una comèdia negra amb Sam Rockwell, Woody Harrelson i Christopher Walken. La pel·lícula es va equilibrar a la taquilla, amb crítiques generalment bones, incloent-hi David Rooney de The Hollywood Reporter que va escriure que Farrell «serveix com un excel·lent paper per a Rockwell» i «està en un mode suau... la seva actuació està molt definida per l'expressivitat infinita de les seves celles». Aquell mes, Farrell va aparèixer a la portada de la revista Details.
El març de 2013 es va estrenar Dead Man Down, un thriller dirigit per Niels Arden Oplev que reunia Farrell amb Terrence Howard per primera vegada des de Hart's War deu anys abans. Noomi Rapace, protagonista de Els homes que no estimaven les dones  d'Oplev, va interpretar una dona amb cicatrius facials que fa xantatge al personatge de Farrell perquè mati l'home que la va desfigurar en un accident de cotxe. Les crítiques es van barrejar, amb la revista Empire que va qualificar la pel·lícula «una trama de venjança doble (o és triple?) agradablement complicada ancorada per una excel·lent actuació» i The Hollywood Reporter va dir que «[JH] El guió de Wyman i el ritme mesurat no es presten per si mateixos a la necessària escalada de tensió que hauria donat lloc a un clímax més gratificant». Manohla Dargis ' del New York Times, va qualificar la pel·lícula de fracàs, però va dir de Farrell que «les seves celles sensibles i treballadores ajuden a evitar que es converteixi en una lampolla completa». A Joe Neumaier, del New York Daily News, tampoc li va agradar la pel·lícula; contenia «molt per posar els ulls en blanc» i, tot i que Farrell era lloable, era «tan estoic com una estàtua».

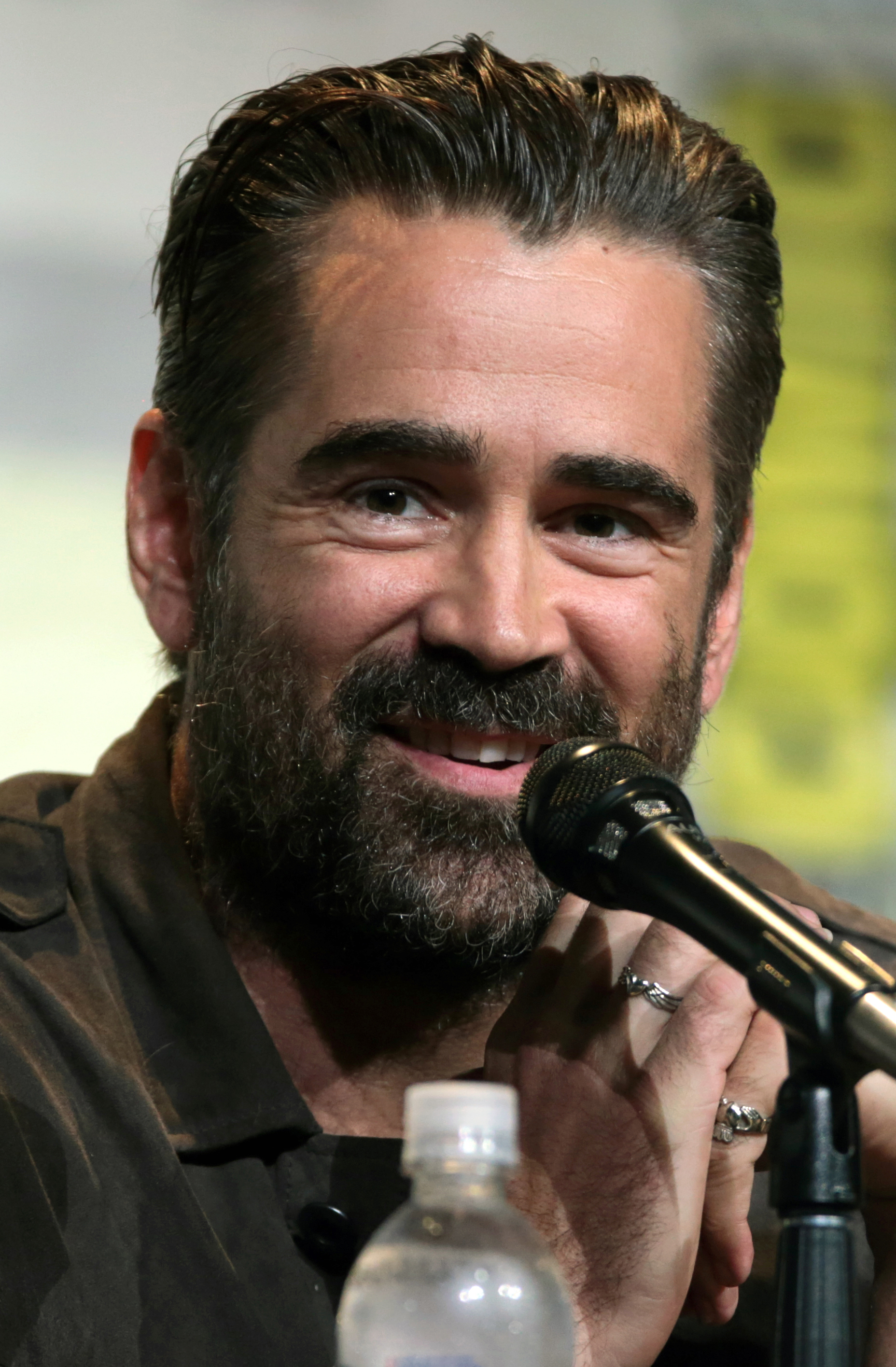
Farrell a la San Diego Comic Con 2016

El 2014, Farrell va protagonitzar una adaptació cinematogràfica de Conte d'hivern de Mark Helprin. La pel·lícula va ser escrita i dirigida per Akiva Goldsman i basada en Winter's Tale, la novel·la de Helprin de 1983, i va protagonitzar Jessica Brown Findlay, Russell Crowe i Will Smith. Farrell va guanyar el paper principal sobre els actors més joves Garrett Hedlund, Tom Hiddleston i Aaron Taylor-Johnson. Encara que la pel·lícula en general va rebre crítiques negatives a causa de la naturalesa massa romàntica de la pel·lícula, escriptors com Stephanie Zacharek de The Village Voice no van tenir més que elogis per a Farrell. Ella el va descriure com «un actor atractiu extraordinari» que «sempre ha fet un noi dolent fantàstic, però... sembla que s'està adaptant a alguns papers d'adults responsables i molt seriosos». Mick LaSalle del San Francisco Chronicle va estar d'acord, i va escriure que Farrell «manté la pel·lícula unida» i forma part de «la [escena d'amor] més bella fins ara del 2014».
El seu paper com el pare alcohòlic de PL Travers a Saving Mr. Banks va rebre crítiques contrastades, amb Scott Foundras de Variety el va qualificar d'«excel·lent» i Leslie Felperin de The Hollywood Reporter el va considerar «el seu millor treball en algun temps»; per contra, Peter Bradshaw de The Guardian ho va descriure com «sabric» i «poc inspirat», mentre que Robbie Collin de The Telegraph va trobar a Farrell mal interpretat en el paper.
Farrell va protagonitzar l'adaptació de Liv Ullmann de La senyoreta Júlia d'August Strindberg al costat de Jessica Chastain i Samantha Morton. El seu torn com a John, l'home al servei del pare del personatge de Chastain, va ser descrit per Stephen Holden de The New York Times com el «més fort» de les tres actuacions, encara que la direcció d'Ullmann va ser considerada massa plana per la majoria dels crítics. Va protagonitzar la segona temporada de la sèrie de televisió True Detective com a Ray Velcoro, al costat de Vince Vaughn, Taylor Kitsch i Rachel McAdams. Els dos primers episodis van ser dirigits per Justin Lin. Va treballar amb un entrenador de dialectes per adoptar l'accent californià no estàndard per al seu personatge, que va trobar un repte.
Farrell va protagonitzar Llagosta, un thriller romàntic de ciència-ficció que es va estrenar el 2015 i dirigit pel director grec Iorgos Lànthimos en el seu debut en anglès. El seu guió va ser guardonat amb el Premi Internacional ARTE al Millor Projecte CineMart 2013 al 42è Festival Internacional de Cinema de Rotterdam. Ambientada en un futur pròxim distòpic en què trobar parella és qüestió de vida o mort, la pel·lícula explica una història d'amor poc convencional. La pel·lícula també és protagonitzada per Rachel Weisz, Ben Whishaw, Olivia Colman, Léa Seydoux i John C. Reilly.
El 2016, Farrell va protagonitzar la pel·lícula derivada de Harry Potter, Bèsties fantàstiques i on trobar-les; una versió rastrejada d'una foto promocional amb llicència de Farrell de la pel·lícula es va utilitzar posteriorment per al personatge Nefarian Serpine a la portada del desè aniversari de Skulduggery Pleasant de 2007, el primer llibre de la sèrie del mateix nom. El 2017, va tenir papers principals a les pel·lícules The Beguiled, The Killing of a Sacred Deer, i Roman J. Israel, Esq. El 2018, va protagonitzar el thriller de Steve McQueen, Widows, i després va protagonitzar la fantasia d'acció en directe Dumbo de Tim Burton del 2019.

### 2022: Aclamació continuada
El 2022, Farrell va protagonitzar la pel·lícula Tretze vides, que narra el rescat de la cova de Tham Luang el 2018 d'un equip de futbol de nois tailandesos que va quedar atrapat a 2,5 milles dins de la cova durant divuit dies a conseqüència d'una inundació. Els submarinistes britànics Rick Stanton i John Volanthen van participar en l'operació de rescat i van recuperar els nois. Durant aquesta producció, Farrell i els altres membres del repartiment van fer les seves pròpies acrobàcies i busseig. En una entrevista sobre la pel·lícula, Farrell va admetre haver patit una ansietat important pel treball sota l'aigua. Va interpretar a Oswald "Oz" Cobblepot / Pingüí a la pel·lícula de Matt Reeves de 2022 The Batman i continuarà interpretant el personatge en una sèrie en solitari homònima derivada a HBO Max.
Aquell mateix any, Farrell es va reunir amb Martin McDonagh i Brendan Gleeson per The Banshees of Inisherin, que li va valdre a Farrell una Copa Volpi al millor actor del 79è Festival de Cinema de Venècia i els Globus d'Or del 2023 en un premi d'actor en una pel·lícula musical o de comèdia.

## Vida personal
Farrell té cases a Dublín i Los Angeles. El 2013, va revelar que pateix insomni.
Farrell va conèixer l'actriu i cantant anglesa Amelia Warner a l'estrena de Quills l'any 2000. Van datar de juliol a novembre de 2001. Hi havia especulacions no provades que es van casar. Farrell va dir de la relació que eren "massa ràpids, massa joves". Ha tingut relacions amb diverses dones, com la cantant nord-americana Britney Spears, la model nord-americana Nicole Narain, i les actrius Elizabeth Taylor, Angelina Jolie Maeve Quinlan i Demi Moore. Té un fill anomenat James Padraig (nascut a Los Angeles el 2003) amb la model nord-americana Kim Bordenave. L'octubre de 2007, va dir que James té la síndrome d'Angelman, un trastorn genètic rar caracteritzat per un retard intel·lectual i del desenvolupament, la manca de parla i un comportament excitable.
Del 2007 al 2008, Farrell va sortir amb l'estudiant de medicina irlandès Muireann McDonnell. Farrell i l'escriptora britànica-nord-americana Emma Forrest van sortir més d'un any, una experiència de la qual va parlar en profunditat a les seves memòries Your Voice in My Head (que es va centrar sobretot en la seva relació amb el seu terapeuta, que va morir inesperadament). Segons Forrest, ella i Farrell planejaven tenir un fill junts abans que ell acabés amb la relació. L'octubre de 2009, Farrell va tenir el seu segon fill, Henry Tadeusz, amb l'actriu polonesa Alicja Bachleda-Curuś (la seva coprotagonista d'Ondine). La seva relació va acabar a mitjans del 2010.

### Addició a les drogues
El desembre de 2005, Farrell es va registrar en un centre de rehabilitació per a addiccions a drogues recreatives i analgèsics. Va comentar el tema en una entrevista a Late Show with David Letterman després de deixar la rehabilitació, i va continuar fent-ho en els anys següents. Va dir: "Hi va haver una energia que es va crear, un personatge que es va crear, que sens dubte em va beneficiar. I després hi va haver una etapa on tot va començar a enfonsar-se al meu voltant."

### Cinta sexual
El gener de 2006, Farrell va presentar una demanda contra la seva exnòvia, la model nord-americana Nicole Narain, i l'Internet Commerce Group (ICG) per la distribució pública no autoritzada d'una cinta sexual de 13 minuts que havien fet el 2003. Se li van oferir 5 milions de dòlars pels seus drets. Mentre ICG intentava alliberar-lo, Narain va dir que treballaria amb Farrell per assegurar-se que la cinta es mantingués privada; Farrell va dir que va intentar alliberar-lo per danyar la seva carrera d'actriu i "treure diners amb això", cosa que Narain va negar. El 16 d'abril de 2006 van arribar a un acord confidencial; La demanda de Farrell contra ICG va continuar amb una data de judici el 21 de juliol de 2006, i finalment es va resoldre de manera amistosa.

### Stalker
El 20 de juliol de 2006, mentre Farrell estava sent entrevistat a The Tonight Show amb Jay Leno, una treballadora sexual telefònica anomenada Dessarae Bradford va evadir la seguretat, va pujar a l'escenari, es va enfrontar a Farrell i va fer una exposició d'ell sobre Jay Leno. l'escriptori de. Mentre Farrell la va escortar fora de l'escenari i la va lliurar a la seguretat de la NBC, va cridar: "Ens veiem al jutjat!" Després de ser detingut per la policia a Burbank, Califòrnia, Bradford va ser alliberat. L'endemà, Farrell va obtenir una ordre d'allunyament contra ella i l'incident va ser editat fora de l'emissió. Bradford havia intentat dues vegades demandar a Farrell per missatges abusius, però les demandes van ser desestimades per manca de proves. Va fallar una prova de detector de mentides en un programa de Ion Television quan intentava demostrar les seves afirmacions.

## Filmografia
| Any  | Tìtol                                                                          | Paper                           | Notes                                          |
| ---- | ------------------------------------------------------------------------------ | ------------------------------- | ---------------------------------------------- |
| 1999 | The War Zone                                                                   | Nick                            |                                                |
| 2000 | Tigerland                                                                      | Soldat ras Roland Bozz          |                                                |
| 2000 | Ordinary Decent Criminal                                                       | Alec                            | Llançat als Estats Units el 2003 (DVD i vídeo) |
| 2001 | American Outlaws                                                               | Jesse James                     |                                                |
| 2001 | La Guerra de Hart (Hart's War)                                                 | Tinent Thomas W. Hart           |                                                |
| 2002 | Phone Booth                                                                    | Stuart Shepard                  |                                                |
| 2002 | Minority Report                                                                | Danny Witwer                    |                                                |
| 2003 | Veronica Guerin                                                                | Tattooed Boy                    | Cameo                                          |
| 2003 | Intermission                                                                   | Lehiff                          | Llançat als Estats Units el 2004               |
| 2003 | Els homes de Harrelson (S.W.A.T.)                                              | Oficial Jim Street              |                                                |
| 2003 | The Recruit                                                                    | James Douglas Clayton           |                                                |
| 2003 | Daredevil                                                                      | Bullseye                        |                                                |
| 2004 | Alexandre (Alexander)                                                          | Alexandre el Gran               |                                                |
| 2004 | A Home at the End of the World                                                 | Bobby Morrow                    |                                                |
| 2005 | El nou món (The New World)                                                     | Capità John Smith               |                                                |
| 2006 | Miami Vice                                                                     | Detectiu James 'Sonny' Crockett |                                                |
| 2006 | Pregunta-ho al vent (Ask the Dust)                                             | Arturo Bandini                  |                                                |
| 2007 | El somni de Cassandra (Cassandra's Dream)                                      | Terry                           |                                                |
| 2008 | Una qüestió d'honor (Pride and Glory)                                          | Jimmy Egan                      |                                                |
| 2008 | Amagats a Bruges (In Bruges)                                                   | Ray                             | Globus d'Or al millor actor musical o còmic    |
| 2009 | L'imaginari del doctor Parnassus                                               | Tony                            |                                                |
| 2009 | Triage                                                                         | Mark Walsh                      |                                                |
| 2009 | Crazy Heart                                                                    | Tommy Sweet                     |                                                |
| 2009 | Ondine                                                                         | Syraceuse                       |                                                |
| 2010 | The Way Back                                                                   | Valka                           |                                                |
| 2010 | London Boulevard                                                               | Harry Mitchel                   |                                                |
| 2011 | Horrible Bosses                                                                | Bobby Pellitt                   |                                                |
| 2011 | Fright Night                                                                   | Jerry Dandrige                  |                                                |
| 2012 | Total Recall                                                                   | Douglas Quaid / Karl Hauser     |                                                |
| 2012 | Seven Psychopaths                                                              | Marty Faranan                   |                                                |
| 2013 | Dead Man Down                                                                  | Victor                          |                                                |
| 2013 | Epic                                                                           | Ronin                           | veu                                            |
| 2013 | Saving Mr. Banks                                                               | Travers Robert Goff             |                                                |
| 2014 | Conte d'hivern (Winter's Tale)                                                 | Peter Lake                      |                                                |
| 2014 | Miss Julie                                                                     | John                            |                                                |
| 2015 | Llagosta                                                                       | David                           |                                                |
| 2015 | Solace                                                                         | Charles Ambrose                 |                                                |
| 2016 | Bèsties fantàstiques i on trobar-les (Fantastic Beasts and Where to Find Them) | Percival Graves                 |                                                |
| 2017 | The Killing of a Sacred Deer                                                   | Steven Murphy                   |                                                |
| 2017 | The Beguiled                                                                   | John McBurney                   |                                                |
| 2017 | Roman J. Israel, Esq.                                                          | George Pierce                   |                                                |
| 2018 | Widows                                                                         | Jack Mulligan                   |                                                |
| 2019 | Dumbo                                                                          | Holt Farrier                    |                                                |
| 2021 | El comiat d'en Yang                                                            | Jake Fleming                    |                                                |
| 2022 | The Banshees of Inisherin                                                      | Pádraic Súilleabháin            |                                                |